# برودي ستيفنز
برودي ستيفنز (بالإنجليزية: Brody Stevens)‏ (22 مايو 1970 - 22 فبراير 2019)؛ ممثل أمريكي.

## وفاته
في 22 فبراير عام 2019، عثر على ستيفنز ميتًا عن عمر 48 سنة، في منزله في لوس أنجلوس، ويُرجح على ما يبدو أنه انتحر شنقًا.

## روابط خارجية
- برودي ستيفنز على موقع IMDb (الإنجليزية)
- برودي ستيفنز على موقع روتن توميتوز (الإنجليزية)
- برودي ستيفنز على موقع ميوزك برينز (الإنجليزية)
- برودي ستيفنز على موقع تيرنر كلاسيك موفيز (الإنجليزية)
- برودي ستيفنز على موقع أول موفي (الإنجليزية)
- برودي ستيفنز على موقع قاعدة بيانات الفيلم (الإنجليزية)